# Blembem
Blembem is een bestuurslaag in het regentschap Ponorogo van de provincie Oost-Java, Indonesië. Blembem telt 5518 inwoners (volkstelling 2010).